# Murilo Affonso
Murilo Ferraz Affonso (nascido em 19 de junho  de  1991 em Campo Mourão no Brasil) é um ciclista brasileiro.

## Palmarés
- 2009
  -  Medalha de prata do campeonato Pan-Americano do contrarrelógio juniores
  -  Medalha de prata do campeonato Pan-Americano em estrada juniores
  - 2.º do campeonato do Brasil da contrarrelógio juniores
- 2010
  - 2.º do Troféu Paolin Fornero
- 2012
  -  Campeão do Brasil da contrarrelógio esperanças
- 2013
  - 2.º da Volta ao Uruguai
- 2014
  -  Medalha de ouro do contrarrelógio às Jogos Sul-Americanos
- 2015
  - 3.º e 4. ª etapas da Copa Rio de Janeiro
- 2016
  - Volta ao Rio Grande do Sul :
    - Classificação geral

  - 1.ª etapa
  - Volta Do ABC Paulista
- 2017
  -     - 3.ºb etapa da Volta ao Uruguai (contrarrelógio por equipas)

  - Giro de Hernandarias
  - Volta Cidade de Guarulhos :
    - Classificação geral

  - 1.ª etapa
  - 2.º da Volta ao Uruguai
- 2018
  - Desafio Sesc Verão de Ciclismo
    - 2.ºa etapa da Volta ao Uruguai (contrarrelógio por equipas)

## Classificações mundiais
| Ano              | 2012   | 2013  | 2014  | 2015  | 2016 | 2017  |
| UCI America Tour | 360.º. | 100.º | 131.º | 124.º | 94.º | 129.º |